# アスタルト

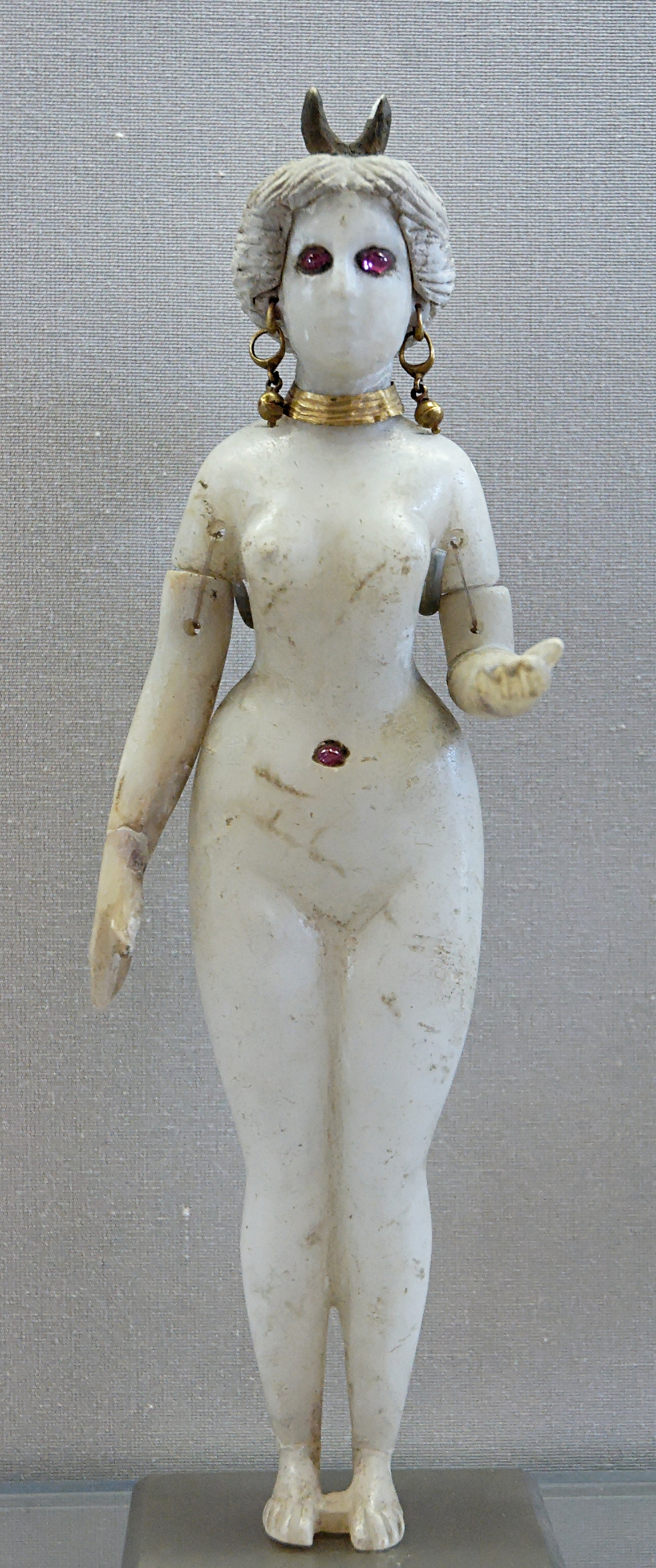
角の頭飾りを被ったアスタルト（ルーヴル美術館蔵）

アスタルト（‘ṯtrt [‘aṯtart]）は、地中海世界各地で広く崇められたセム系の豊穣多産の女神。崇拝地はビュブロス（Byblos、現在のレバノン）などが知られる。
メソポタミア神話のイナンナ、イシュタル、ギリシア神話のアプロディーテーなどと起源を同じくする女神と考えられ、また周辺地域のさまざまな女神と習合している。

## 各地域におけるアスタルト

### ウガリットにおけるアスタルト
ウガリット神話ではバアルの御名（šm b‘l [šumu ba‘ala]）とも呼ばれ、同じくバアルの陪神である女神アナトと共に、バアルと密接不可分な陪神とされる。しかし、神話では重要なヒロインであるアナトに対し、アスタルトはほとんど活躍しない。アナトが麗しいと賛美される一方、アスタルトは愛らしいと賛美される。バアルの敵である、水を司る海神ヤム＝ナハルとは豊穣神という性質上親しい関係にあったため、バアルがヤムを倒し、彼を捕らえた際には、ヤムが自分たちの仲間であることから恥じ入るべき行為だと非難した。あるいは、彼が倒して引き裂いたヤムの体を、バラバラにして撒き散らすように進言した。
イナンナ等が持っていた「愛と残酷の女神」の面はむしろアナトに受け継がれている。このため、アスタルトとアナトは同一神の別の呼称に過ぎないとする説を唱える者もいる。事実、アナトとアスタルトが同一視されていた時代もあった。また、最高神イルの妻、或いはバアルの妻とする説もある。

### カナン地域におけるアシュトレト
この女神はカナンなどでも崇められており、旧約聖書にも、主要な異教の神としてヘブライ語形 アシュトレト （עַשְׁתֹּרֶת）の名でしばしば登場する。ちなみにこの女神の本来のヘブライ語名はアシュテレト （עַשְׁתֶּרֶת）である。アシュトレトとはこれに「恥」を意味するヘブライ語ボシェトの母音を読み込んだ蔑称である。宗教的に中立とは言い難い呼称だが、以下本節では聖書の記述に従い、こう表記する。
アシュトレトの複数形アシュタロト（עַשְׁתָּרוֹת）はまた、異教の女神を指す普通名詞として用いられた。また旧約聖書には地名としても出ており（『申命記』第1章第4節他）、バシャンの地にある主要な町であった（アシュタロテ・カルナイム）。
この地域においてもウガリットと同様に軍神的性格は後退し、もっぱら豊穣・繁殖の神として崇められた。この地域で出土するふくよかな体型の女神像の少なくとも一部はアシュトレトであると考えられる。
豊穣神としてのアシュトレトは特にこの地域の農民にとって極めて魅力的であり、同じく豊穣神であるバアルと共に極めて熱心に崇拝された。この地域に入植したヘブライ人たちにとってもバアルやアシュトレトは魅力的であり、ヤハウェ信仰の脅威となるほどの崇拝を受けた（『士師記』第2章第13節）。また、旧約聖書『列王記』上第11章第5節には、晩年のソロモン王が妻たちの勧めにより、アシュトレトをはじめとする異教の神々を崇めたことが記され、この頃には為政者側にまで異教の神々への信仰が浸透していた事がわかる。それ以後もイスラエル王国の多くの王たちはその信仰を容認したため、ユダヤ教聖職者から激しく攻撃された。
また、『エレミヤ書』に登場する女神天の女王も、彼女の呼称の一つと考えられている。この女神は同じくカナンの豊穣の女神であるアナトの別名に過ぎぬとの説もあり、事実としてアナトと同一視されていた時代もあった。
この旧約聖書におけるアシュトレトが、後にヨーロッパのグリモワールにおいて悪魔・アスタロトとされた。

### エジプトにおけるアースティルティト
一方エジプト神話に取り入れられた際には軍神としての性格を残している。古代エジプト語ではアースティルティト（‘ṯtirtit）と呼ばれ、戦車に乗り、盾と槍などで武装し、二枚の羽で飾った上エジプト冠（白くてとがった形の冠）を被った女戦士の姿で表される。
系譜としてはプタハの娘とされ、特にプタハの聖地メンフィスで崇められた。また、アナトと共に（バアルと習合した）セトの妻とされる。また軍馬の守護神とされる。これはエジプトにもともと馬に乗ったり馬の牽く戦車を使う習慣がなかった為で、彼女が外国由来の神であることを示す。
その信仰はエジプト第18王朝頃から始まったと考えられている。この頃に記された神話『アスタルテ・パピルス』によると、彼女はエジプトの神々に再三貢ぎ物を要求するヤム・ナハルと交渉したという。アースティルティトはこれによってヤムの好意を得るものの、今度はヤムは彼女自身を引き渡すようにプタハに要求する。結局神々は彼女の代わりに更に多くの貢ぎ物を捧げることになったという。つまりこの神話ではバアルではなくヤムが天と地の支配者となっている。

### ギリシア・ローマにおけるアスタルテー
また、古代ギリシア、古代ローマでもアスタルテー（Ἀστάρτη, Astártē）と呼ばれて崇拝され、アプロディーテーやユーノーと同一視された。

### フェニキアにおけるアスタルテ
フェニキアにおいては世界の真の統治者であり、古い世界を破壊しては新しい世界を創造する死と再生の女神だったとされる。また、インドのカーリーとも同一視され、カーリーのような姿のアスタルテの刻像が見つかっている。